# Kamil Pestka
Kamil Pestka (ur. 22 sierpnia 1998 w Krakowie) – polski piłkarz grający na pozycji lewego obrońcy  w Wieczystej Kraków, oraz były młodzieżowy reprezentant Polski. Wychowanek Prokocimia Kraków, w latach 2014–2023 zawodnik Cracovii, zdobywca Pucharu Polski w sezonie 2019/20.

## Statystyki
(aktualne na dzień 6 czerwca 2021)
| Klub               | Sezon              | Liga               | Liga  | Liga   | Puchar kraju | Puchar kraju | Suma  | Suma   |
| Klub               | Sezon              | Liga               | Mecze | Bramki | Mecze        | Bramki       | Mecze | Bramki |
| ------------------ | ------------------ | ------------------ | ----- | ------ | ------------ | ------------ | ----- | ------ |
| Cracovia           | 2016/17            | Ekstraklasa        | 1     | 0      | 0            | 0            | 1     | 0      |
| Cracovia           | 2017/18            | Ekstraklasa        | 20    | 0      | 0            | 0            | 20    | 0      |
| Cracovia           | 2018/19            | Ekstraklasa        | 3     | 0      | 2            | 0            | 5     | 0      |
| Chrobry Głogów     | 2018/19            | I liga             | 12    | 1      | 0            | 0            | 12    | 1      |
| Cracovia           | 2019/20            | Ekstraklasa        | 26    | 1      | 5            | 0            | 31    | 0      |
| Cracovia           | 2020/21            | Ekstraklasa        | 1     | 0      | 1            | 0            | 2     | 0      |
| Ogólnie w karierze | Ogólnie w karierze | Ogólnie w karierze | 63    | 2      | 8            | 0            | 71    | 2      |

## Sukcesy

### Cracovia
- Puchar Polski: 2019/2020